# Charles Minelli
Charles Minelli (Virginia, 4 september 1914 – ?, 15 maart 2001) was een Amerikaans componist, muziekpedagoog en dirigent.

## Levensloop
Minelli studeerde muziek aan de Universiteit van Minnesota in Minneapolis. In 1947/1948 werkte hij aan deze universiteit nog als assistent-docent. Hij was lid van de United States Steel Corporation Band of Minnesota. Later werd hij dirigent van het harmonieorkest aan het Kansas State Teachers College in Pittsburg. In 1951 werd hij docent aan de Ohio University in Athens en later professor tot 1976. Een van zijn leerlingen was de trompettist en dirigent Elmer White. Vanaf 1952 werd hij dirigent van de harmonieorkesten aan de Ohio University in Athens. In deze functie bleef hij tot 1966, toen hij opgevolgd werd door Gene Thrailkill. Als docent was hij verder bezig bij diverse "zomer-harmonieorkest-camps" zoals bij het South Carolina Band Camp en aan de universiteit van Massachusetts.
Minelli werkte eveneens als componist en schreef verschillende werken voor harmonieorkest. Hij was lid van diverse componisten-broederschappen zoals "Phi Beta Mu" en "Alpha Delta", maar ook van de College Band Directors National Association (CBDNA) en de American Bandmasters Association (ABA). Minelli schreef een bewerking van het Amerikaanse volkslied The Star Spangled Banner op een tekst van Francis Scott Key voor harmonieorkest.
Minelli was gehuwd met Dorothy Hawks Minelli (1914-1984).

## Composities

### Werken voor harmonieorkest
- 1962 Ballad
- 1968 Sunset Glow
- Rhumbango